# Warrenton (Georgia)
Warrenton è una città degli Stati Uniti d'America, situata in Georgia, nella Contea di Warren, della quale è il capoluogo.